# Fitou (AOC)
Pour l’article homonyme, voir Fitou.
Le fitou est un vin rouge d'appellation d'origine contrôlée produit sur une petite partie au sud du massif des Corbières, dans l'Aude. Sur ce même terroir les viticulteurs ont également le droit d'élaborer, avec des cépages différents, les vins doux naturels rivesaltes et muscat de Rivesaltes.

## Histoire

### Préhistoire

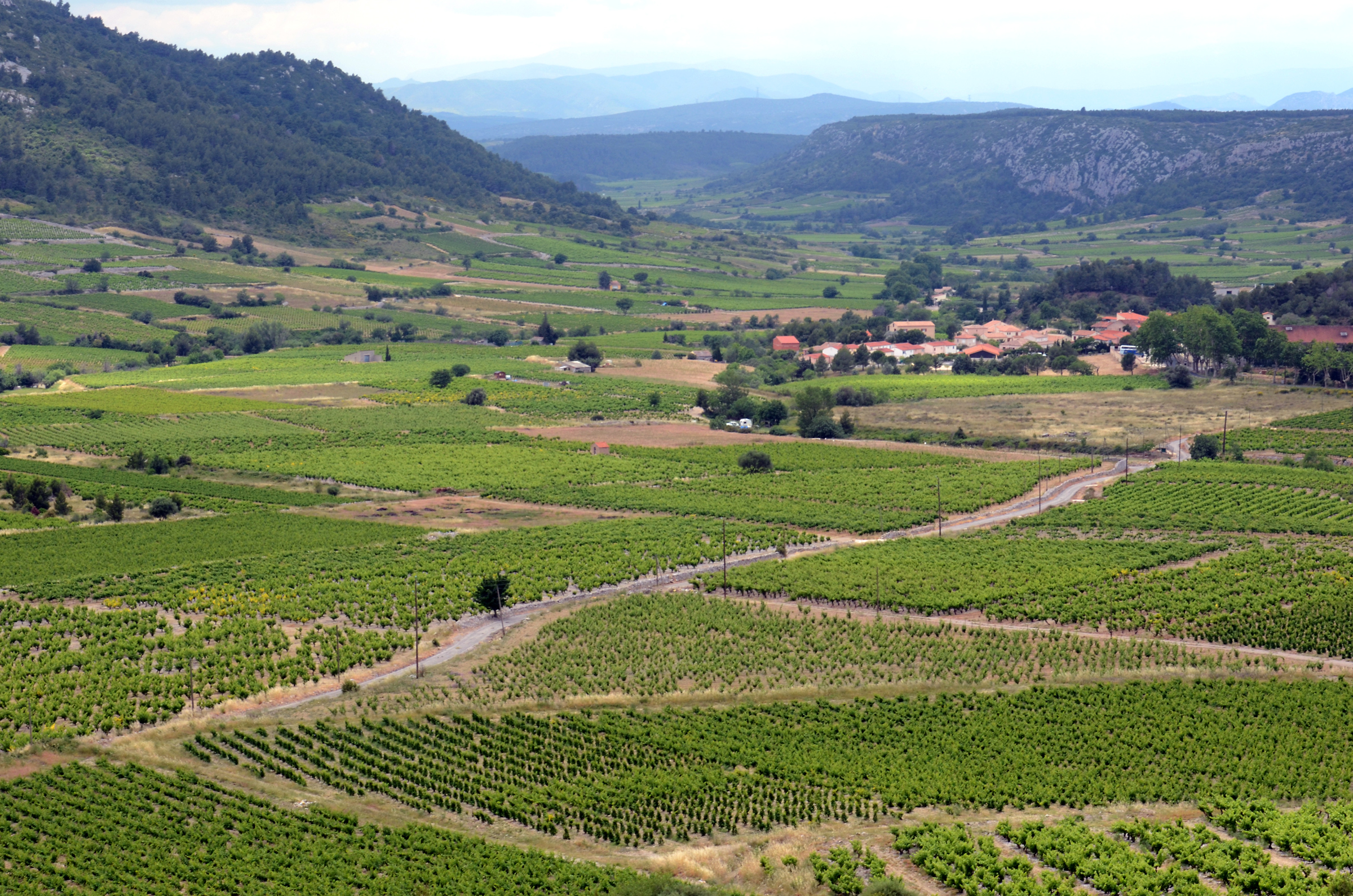
Vignoble de Fitou vu du site de Tautavel.

L'appellation jouxte Tautavel. C'est sur le site préhistorique de la caune de l'Arago, qui se trouve sur cette commune qu'ont été retrouvés des restes humains et des vestiges lithiques du Paléolithique inférieur. Le dépôt épais d'une dizaine de mètres, couvre la majeure partie du Pléistocène moyen et a fait l'objet de nombreuses tentatives de datations radiométriques parfois contradictoires. Des âges limites d’environ 700 et 350 000 ans ont été obtenus par la datation à l'uranium-thorium,,.
Entre -10000 et -3000 ans avant notre ère, les vestiges laissés par une communauté implantée sur du site actuel de Port-Leucate sont les témoins de la « révolution néolithique ». Connaissant l'agriculture et pratiquant l'élevage, elle utilisait aussi la poterie. Toute proche, au lieu-dit Pla-de-Fitou, une nécropole de l'âge du bronze a été mise au jour, preuve d'une implantation humaine pérenne sur le rivage méditerranéen.

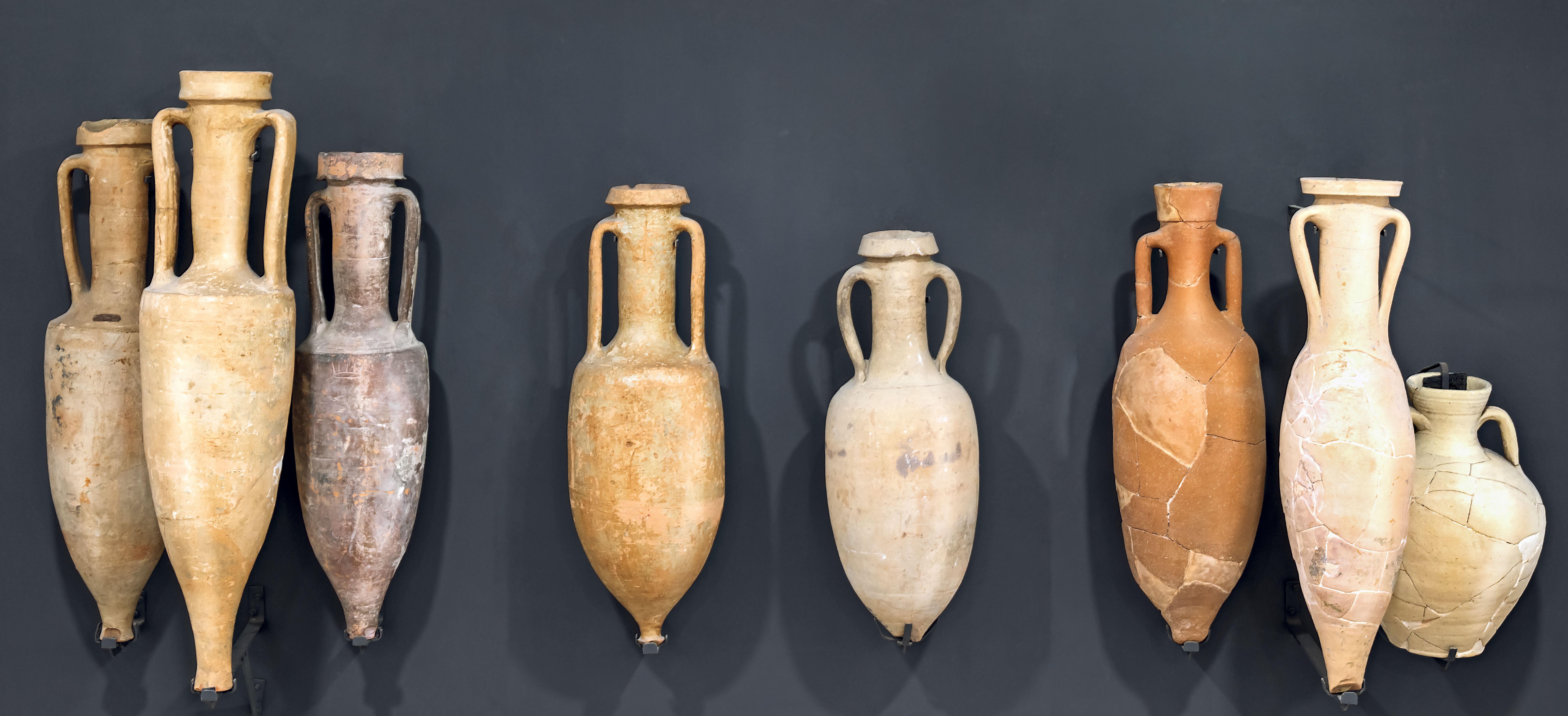
Amphores de la Narbonnaise, Musée Saint-Raymond de Toulouse. Amphores trouvées dans un puits funéraire à Vieille-Toulouse datant de la fin du IIe siècle avant notre ère.

### Antiquité
Quand, au VIIe siècle avant notre ère, les Phocéens fondèrent Massilia, ils prirent rapidement contact avec les populations autochtones des Corbières maritimes. Leucate (du grec leucos : blanc), tire son nom de la couleur de ses falaises. Le troc commercial se fit à la fois par mer et par terre. La première dénomination de la Voie domitienne fut la voie hérakléenne. Ce chemin d'Hercule évitait la lagune et passait par Fitou et Treilles. La culture de la vigne dans la région est contemporaine de cette présence hellénistique.
Face à l'agressivité des tribus celto-ligures, Massilia fit appel à Rome, son alliée. Les légions intervinrent en -125 et en profitèrent pour s'intailler à demeure et fonder la Provencia. La viticulture en fut fortement stimulée. Puis les Romains fondèrent en -118 une colonie romaine du nom de Colonia Narbo Martius d'après le nom du consul romain Quintus Marcius Rex. Traversée par la via Domitia, qui permettait de relier l'Italie et l'Espagne, elle eut Narbonne comme capitale. Le commerce du vin fut dès lors énorme à en croire la quantité d'amphores italiques de type Dressel 1 découvertes. Leur nombre se chiffre, dans l'Aude, à des dizaines de milliers. Plus de cent sites sur le département ont été fouillés. Les deux plus important sont ceux de La Lagaste, un oppidum-marché situé sur les communes de Pomas et Rouffiac-d'Aude, et de Lastours, un oppidum minier. Le même concentration de ce type d'amphores se retrouve autour de Toulouse.
La cité de Narbonne devint ensuite capitale de toute la Gaule narbonnaise, créée en -27. Elle resta jusqu'à la fin de l'Antiquité romaine l'une des villes les plus importantes de la Gaule. Peu après le vignoble méridional de la Narbonnaise prit son essor véritable et ses vins commencèrent à être exportés en Italie. Cette période débuta vers la fin du règne d'Auguste, mort en -14 et prit un essor inattendu à partir de -79, avec la destruction du vignoble pompéien lors de l'éruption du Vésuve. L'atelier de potiers de Sallèles-d'Aude (avec son musée Amphoralis ouvert depuis 1992), où ont été découverts dix-sept fours de potiers produisant des amphores à partir du Ier jusqu'au IIIe siècle, en est le témoignage,.
La Pax romana règne pendant plusieurs siècles sur les rives de la Méditerranée occidentale qui sont amplement colonisées, comme le démontrent Fitou (Fitosium, borne romaine de la voie domitienne) ou l'anse du Paurel dénommée Portus Aurelianus en l'honneur de l'empereur Aurélien. Par contre, si la prospérité est évidente dans la partie nord-ouest de la lagune, où le site des Cabanes de Fitou semble avoir été aménagé en port servant à la construction de navires, les rivages de Leucate à Salses sont décrits sans implantation humaine (Ultra est Leucata, littoris nomen et Salsulae fons).

### Moyen Âge

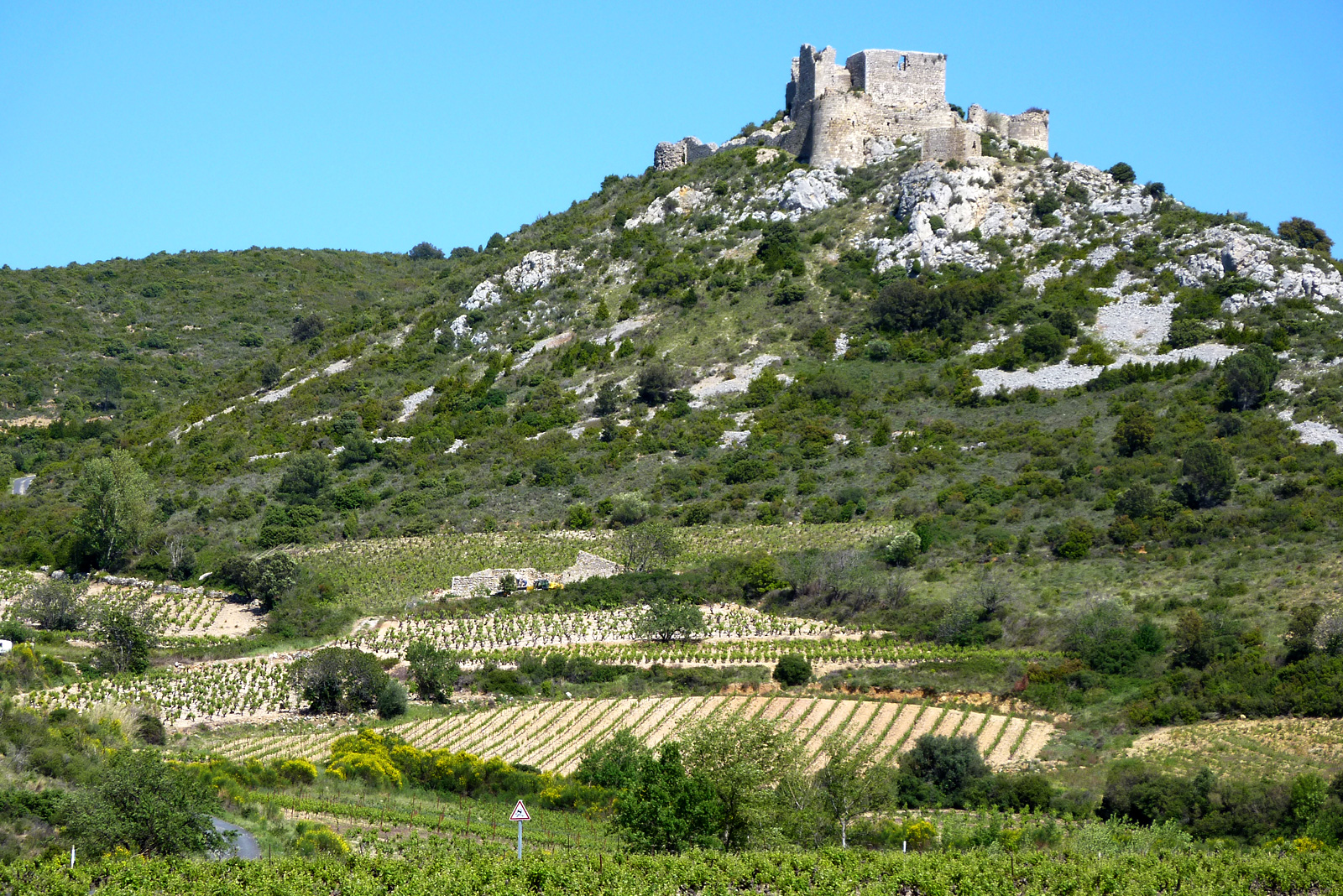
Au cœur des Corbières, à Tuchan, le château d'Aguilar dominant le vignoble.

Lors des grandes invasions, le vignoble, fut quasiment délaissé et le vin produit à partir des treilles de jardin ou d'enclos. Ce ne fut qu'à partir du Xe siècle, que les cartulaires firent nettement la différence entre les vignes basses et les vignes hautes. C'est de cette période que date un toponyme comme Treilles dont la forme la plus ancienne est de Trolias, attestée en 966, qui fut ainsi nommé à partir du latin trichilla désignant une vigne palissée en hauteur. En 1246, après la croisade contre les Albigeois, la région ayant été annexée au domaine royal français, ses châteaux vont constituer, dès 1262, des points de surveillance et de défense stratégique entre le Languedoc méridional et l'Aragon. Le vignoble de plaine va perdurer jusqu'au début du XIVe siècle où la nécessité d'emblaver les terres riches, propices à l'abondance, repoussa la vigne vers les coteaux plus chiches mais plus qualitatifs.

### Période moderne
Mais dès le début du XVIe siècle, la culture de la vigne étant devenue plus rentable que celle des céréales, les coteaux et les terrasses devinrent insuffisants. Dès 1520, les vignobles redescendirent en plaine. Cet instant fut bref. En 1525, les Corbières maritimes furent occupées par Charles Quint, puis par les Espagnols en 1543. La région, avec Leucate comme place forte, défendit dès lors les marches d'Espagne. Elle a joué un rôle important en 1590 et en 1637 en résistant victorieusement à une nouvelle invasion des Espagnols. Le château de Leucate a été détruit en 1664.
Cette période correspond à une extension très importante du vignoble languedocien. Dès la fin du XVIIe siècle, ce fut la « ruée vers la garrigue », c'est-à-dire vers les communs et les vacants. Cette frénésie de planter prit des proportions énormes après le terrible gel de 1709. Les jardins furent même utilisés.
Pendant ce temps, en plaine, les grands domaines appartenant à la noblesse s'étaient orientés vers la viticulture extensive. Il y eut surproduction. Et tous ces petits vins issus de vignes arbustives prirent le chemin de la distillerie avec le soutien financier de banquiers de Montpellier.

### Période contemporaine
En 1850, la zone géographique de production est vouée à la seule viticulture. En 1853, l'arrivée du chemin de fer en Languedoc permit à sa viticulture d’élargir ses débouchés, notamment le nord et l'est de la France, régions industrielles où une part non négligeable du salaire des ouvriers passait dans l'achat de vin, ainsi que dans les grandes agglomérations françaises (Paris et sa banlieue, Lyon et la région de Saint-Étienne). La viticulture dut alors faire face à plusieurs crises : l'oïdium, qui apparut aux alentours de 1850, puis le phylloxéra en 1863, et à la fin du XIXe siècle, le mildiou. Alors que partout ailleurs, surtout dans le Nord-Ouest, la surface plantée en vignes fut en régression, dès que les moyens de lutter contre ces parasites furent trouvés, elle augmenta dans les départements de l'Aude, du Gard, de l'Hérault et des Pyrénées-Orientales. À eux quatre, ils purent dès lors fournir 40 % de la production française de vin.
Cette surproduction liée à la fabrication industrielle de vins factices, fut la cause de révolte des vignerons méridionaux en 1907. Ils exigèrent une protection législative pour éviter fraudes et tromperies. En 1919, une première loi protégeant l'origine d'une appellation fut votée par le Parlement. Elle se révéla vite insuffisante. La copie fut revue et corrigée et, en 1935, le législateur statua favorablement sur la création des appellations d'origine contrôlée.

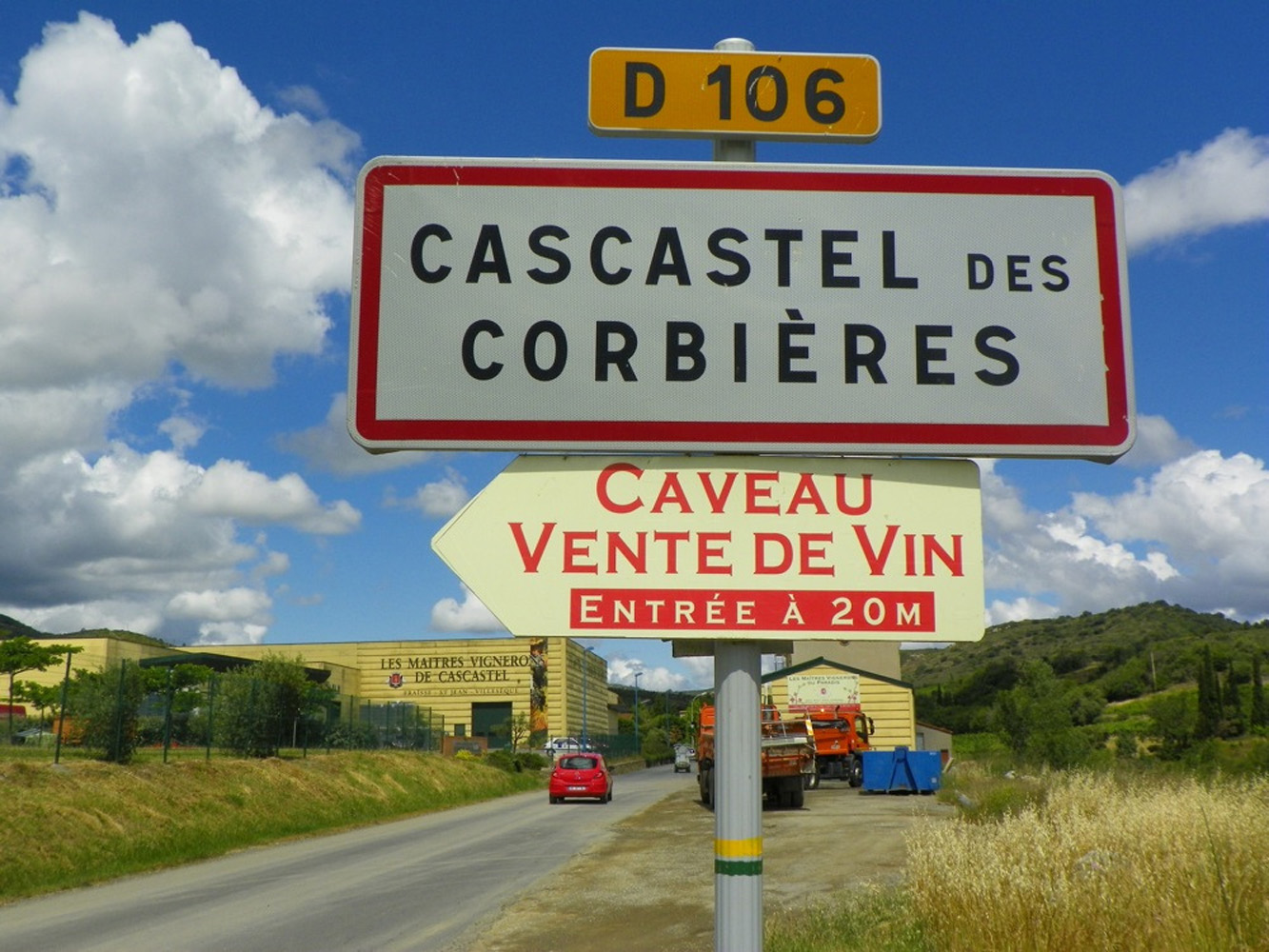
Panneau indicatif d'une cave productrice du cru Fitou.

Au cours de la Seconde Guerre mondiale le vignoble avait aux trois quarts disparu. Il fallut attendre la libération, pour que les vignerons, grâce à leur « Comité de Défense » puissent postuler à l'appellation d'origine. Ce furent les professionnels de neuf communes qui se mobilisèrent en demandant la venue sur place d'une commission spéciale de l'INAO. Le baron Pierre Le Roy de Boiseaumarié se déplaça personnellement accompagné d'Édouard Barthe, son vice-président. Les dégustations dans les caves furent seulement interrompues par un somptueux festin à Leucate. Les délégués ayant pu constater que les « usages locaux, loyaux, et constants » présidaient toujours à l'élaboration du Cru Fitou, le dossier fut accepté par la commission nationale qui siégea à Colmar.
L'appellation fut reconnue par l'INAO par un décret en date du 24 avril 1948 pour le vin rouge uniquement et celui-ci fut publié au Journal officiel le 4 mai 1948. C'est la plus ancienne du Languedoc. Depuis août 1993 se déroule alternativement dans chaque village de l'appellation une fête des vins "tournante", c'est "La Fête de Vigneronne d'Été".

## Étymologie
La forme la plus ancienne est villa Fictorio, attestée en 990. Elle dérive ensuite en de Fitorio (1270). Ces toponymes sont rattachés au latin fictorium et à sa déclinaison fictonem diminutif de ficta (borne).

## Situation géographique

### Orographie

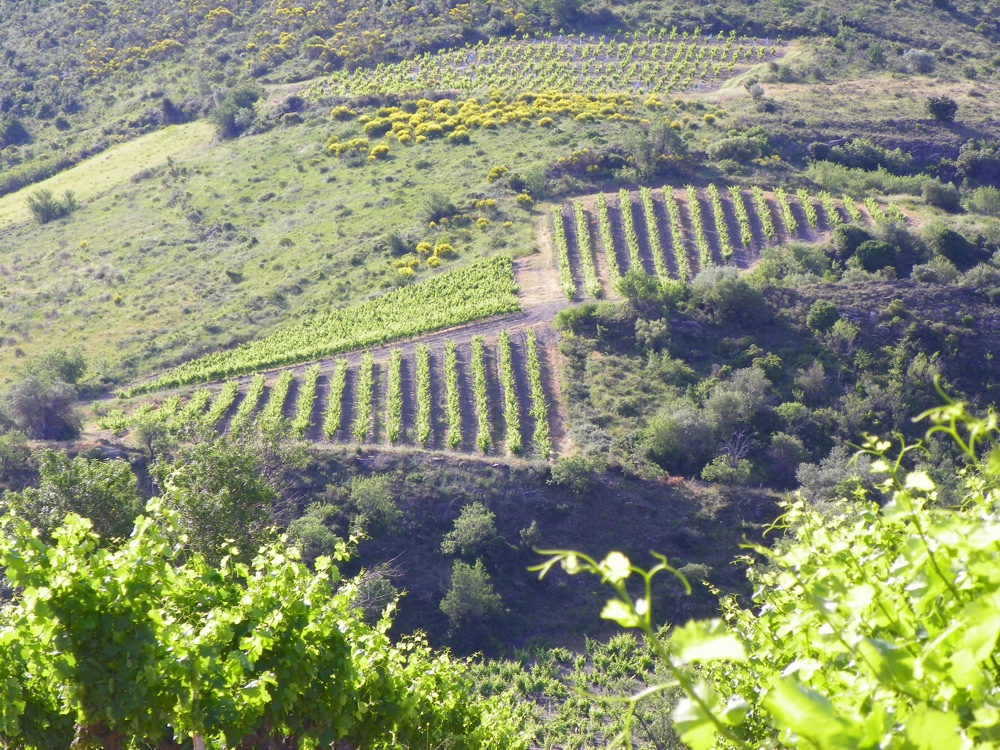
Vignoble en collines.

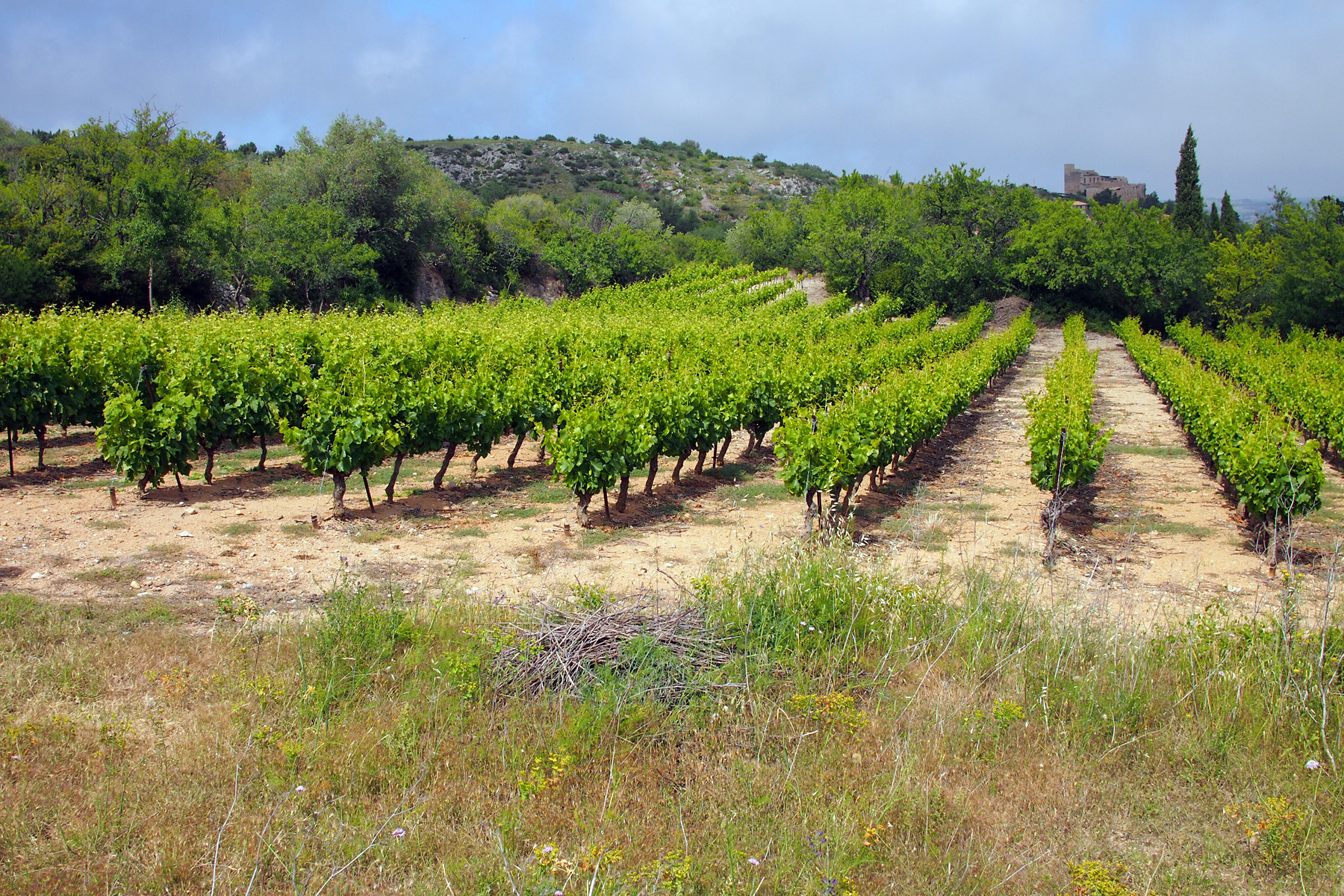
Vignoble en Fitou.

Le vignoble producteur de Fitou s'étend sur neuf communes et trois cantons du département de l'Aude. Le canton de Tuchan est le plus élevé avec une altitude moyenne de 234 mètres, celui de Durban-Corbières se situe autour de 177 mètres, tandis que le canton de Sigean, frontalier de la mer, est le plus bas avec 46 mètres. Ses cinq communes productrices, avec Fitou comme centre, sont situées entre 20 et 200 mètres d’altitude, les quatre autres, avec Tuchan, sont implantées dans les Hautes Corbières, entre 200 et 300 mètres d’altitude. Le sommet dominant est le mont Tauch qui culmine à 917 mètres.

### Géologie
Ce terroir, divisé en deux parties distinctes, part du niveau de la mer pour remonter vers un massif de montagnes apparu il y a 65 millions d'années durant le tertiaire lors du rapprochement de la plaque ibérique sur le continent européen. Ces deux zones viticoles sont séparées par un plateau calcaire. La partie littorale a son vignoble installé sur des calcaires durs aux sols peu profonds et caillouteux. Dans le massif des Corbières, le sol se compose majoritairement de schistes ou de calcaires gréseux.

### Climatologie
Le climat de ce terroir viticole est de type méditerranéen. Il se caractérise par des hivers doux, des étés secs, une luminosité importante et des vents assez violents. Il compte 300 jours d'ensoleillement par an. La tramontane (Tramuntana) souffle fréquemment (un jour sur quatre, moins depuis quelques années) et amène une certaine fraîcheur en période estivale.
| Mois                              | jan. | fév. | mars | avril | mai  | juin | jui. | août | sep. | oct. | nov. | déc. | année |
| --------------------------------- | ---- | ---- | ---- | ----- | ---- | ---- | ---- | ---- | ---- | ---- | ---- | ---- | ----- |
| Température minimale moyenne (°C) | 4,4  | 5,1  | 7    | 8,9   | 12,4 | 16,1 | 18,8 | 18,8 | 15,6 | 11,9 | 7,6  | 5,3  | 11    |
| Température maximale moyenne (°C) | 12,3 | 13,4 | 15,7 | 17,6  | 21,3 | 25,3 | 28,8 | 28,4 | 25,1 | 20,4 | 15,6 | 13,2 | 19,8  |
| Record de froid (°C)              | −8,2 | −11  | −5,9 | 0,2   | 2,4  | 7,4  | 11,2 | 10,4 | 5    | −1,2 | −5,7 | −6,3 | −11   |
| Record de chaleur (°C)            | 25   | 26,5 | 28   | 32,4  | 34,4 | 36,8 | 40,5 | 38,7 | 36,8 | 34,2 | 28,1 | 26,7 | 40,5  |

## Vignoble

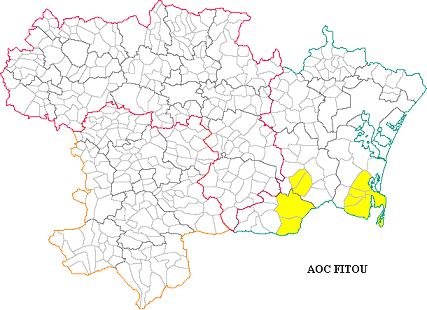
Aire de production de l'AOC Fitou

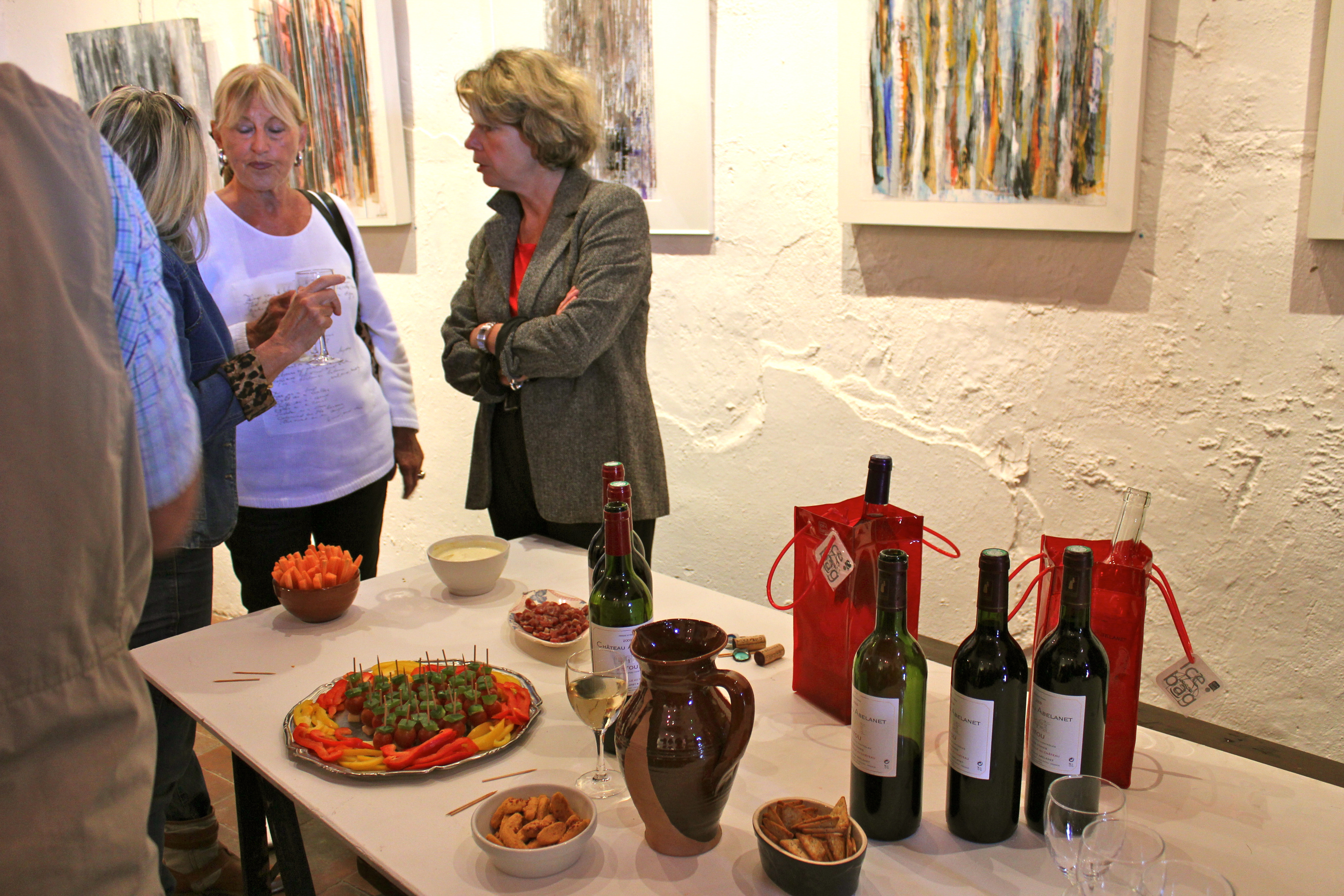
Dégustation des vins château Abelanet
à la chapelle de Fitou.

Avec une superficie de 2 562 hectares, il a produit en 2005 93 463 hectolitres. En 2008, la surface est stable avec 2665 ha, comme la production (90 023 hectolitres).

### Présentation
L'aire géographique de production comprend le territoire des communes suivantes du département de l'Aude Cascastel-des-Corbières, Villeneuve-les-Corbières, Paziols, Tuchan, Caves, Fitou, La Palme, Leucate et Treilles.

### Encépagement
Il est à base de cépages noirs (code N) : carignan N (30 %), grenache N , syrah N et mourvèdre N. Étaient admis jusqu'en 2008, en cépages secondaires, le cinsault N et le lledoner pelut N.

### Méthodes culturales et réglementaires
Pour obtenir des vins titrant 12 % minimum et produit par des vignes dont le rendement est fixé à 45 hl/ha, le viticulteur s'oblige à planter avec une densité de 4 000 ceps/ha, ceux-ci ayant un écartement maximum de 2, 5 mètres. La taille joue aussi un rôle important et elle est règlementée. Tous les cépages subissent une taille courte, dite en cordon de royat, ne laissant que 12 yeux par souche. Seule la syrah fait exception avec une taille longue mais qui ne laisse que 10 yeux maximum sur le cep.

### Vinification et élevage
Deux méthodes sont utilisées en vinification, La première, appelée macération carbonique, utilise la macération en raisins entiers. Elle permet d'obtenir des vins souples et fruités qui se consomment rapidement. Elle a permis d'utiliser les qualités du raisin des jeunes vignes carignan N, supprimant les défauts qui lui ont nui : vins âpres et tanins herbacés à rendement trop élevé.

La seconde est la vinification traditionnelle qui implique éraflage et foulage de la vendange. Les cuvaisons sont de courte durée, entre 8 et 10 jours, les vins de garde pouvant nécessiter des cuvaisons jusqu'à trois semaines et plus. Les deux procédés peuvent permettre ensuite un assemblage des vins ainsi obtenus qui allient alors fruité et élégance à la puissance tannique. L'élevage se fait essentiellement en barriques, plus rarement en foudres. Ces vins sont consommables à partir du 1er mai suivant la récolte. Mais une de leurs qualités est leur aptitude au vieillir, l'âge apportant des arômes épicés et une ampleur en bouche avec tanins plus fondus. Le minimum d'élevage sous bois est d'un an.

AOC Fitou
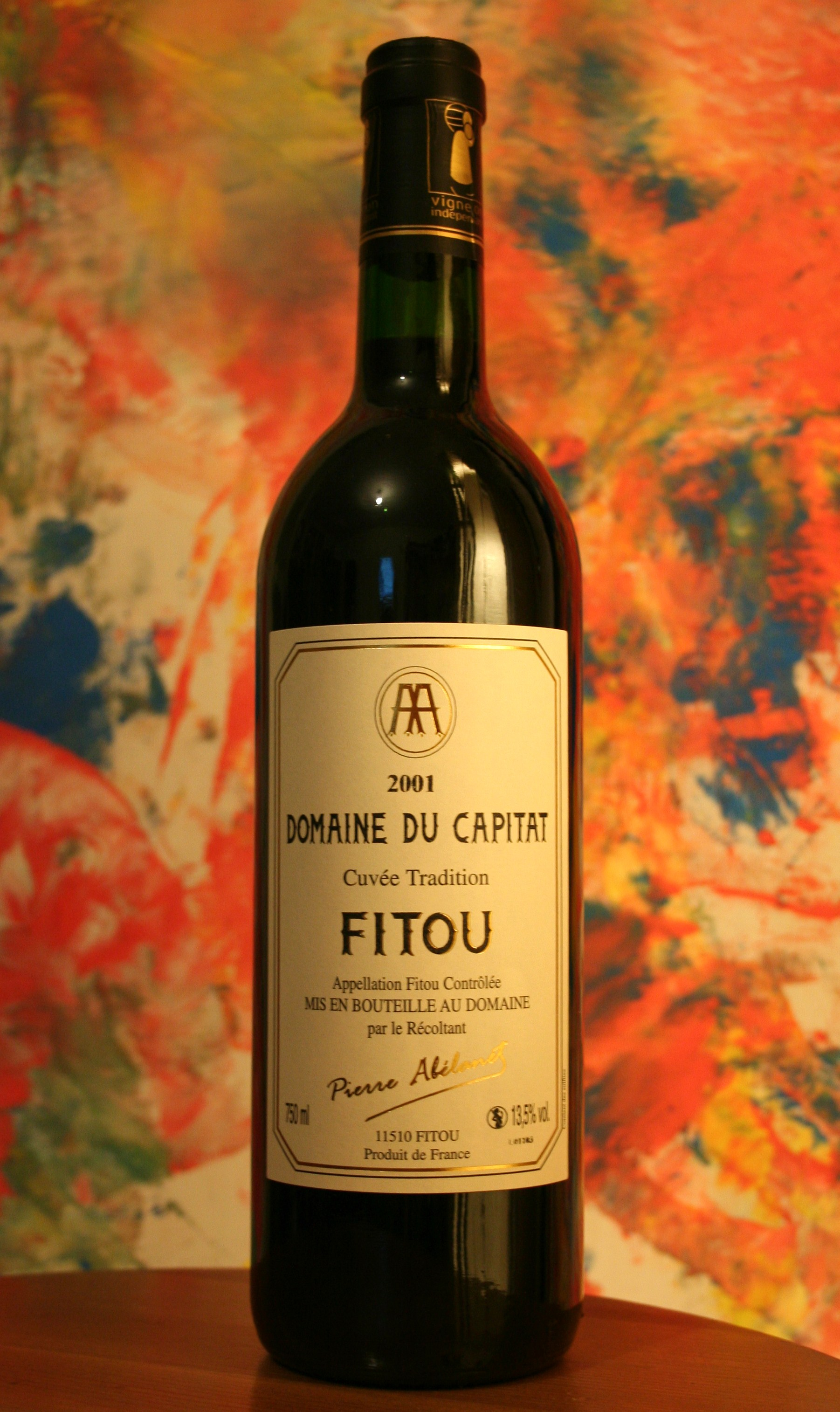
Domaine du Capitat, millésime 2001.
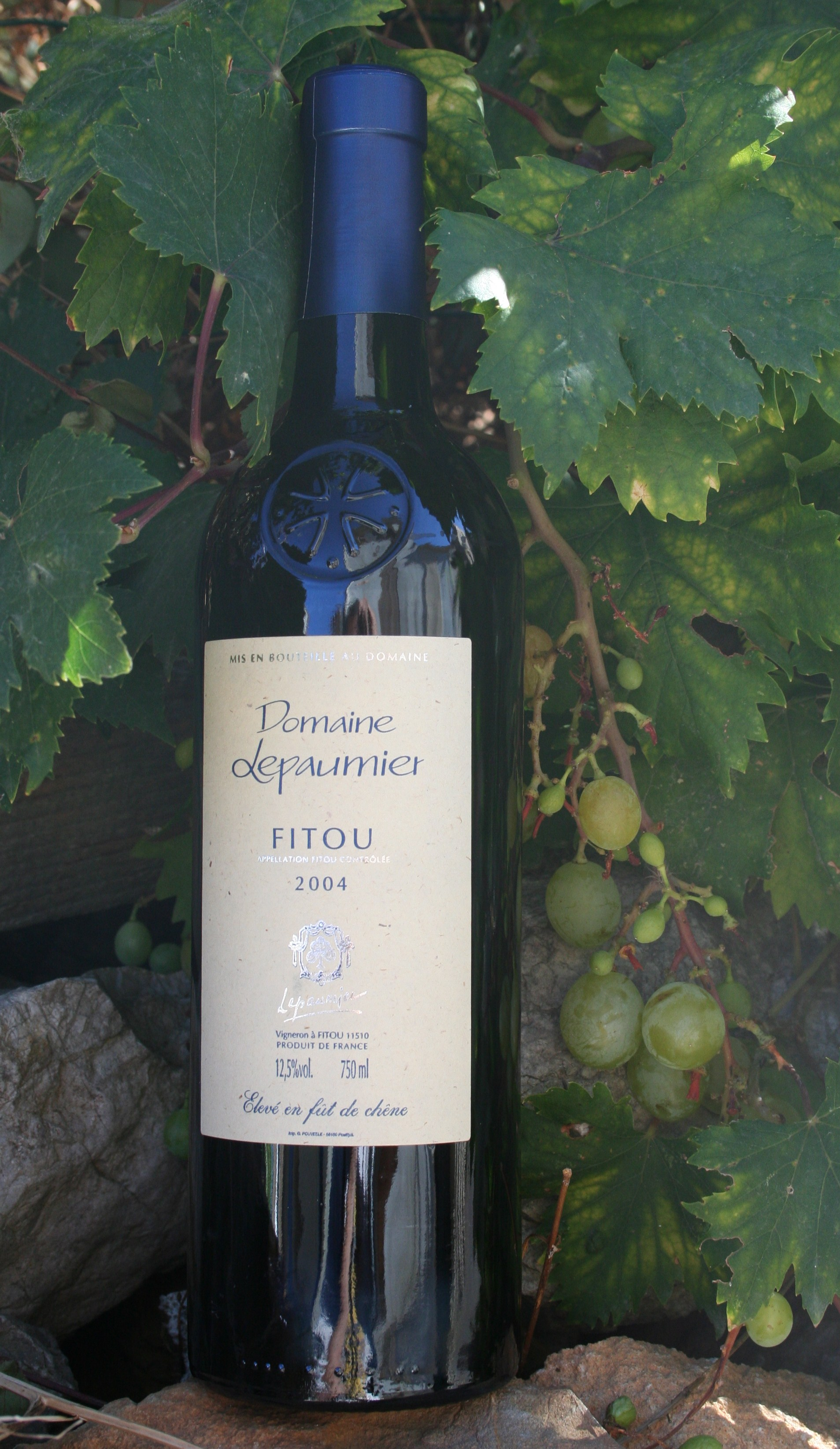
Domaine Lepaumier, millésime 2004.
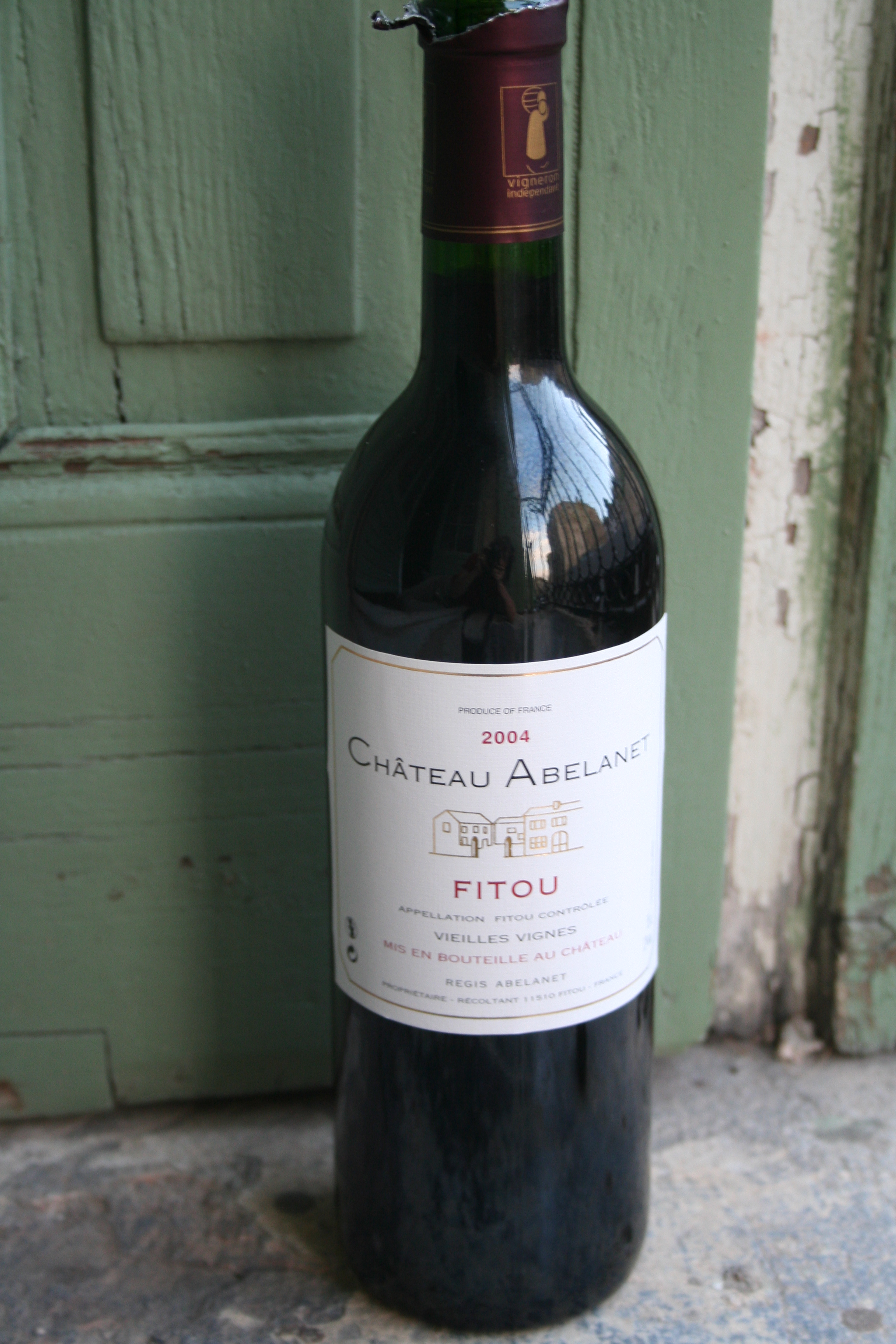
Château Abelanet, millésime 2004.
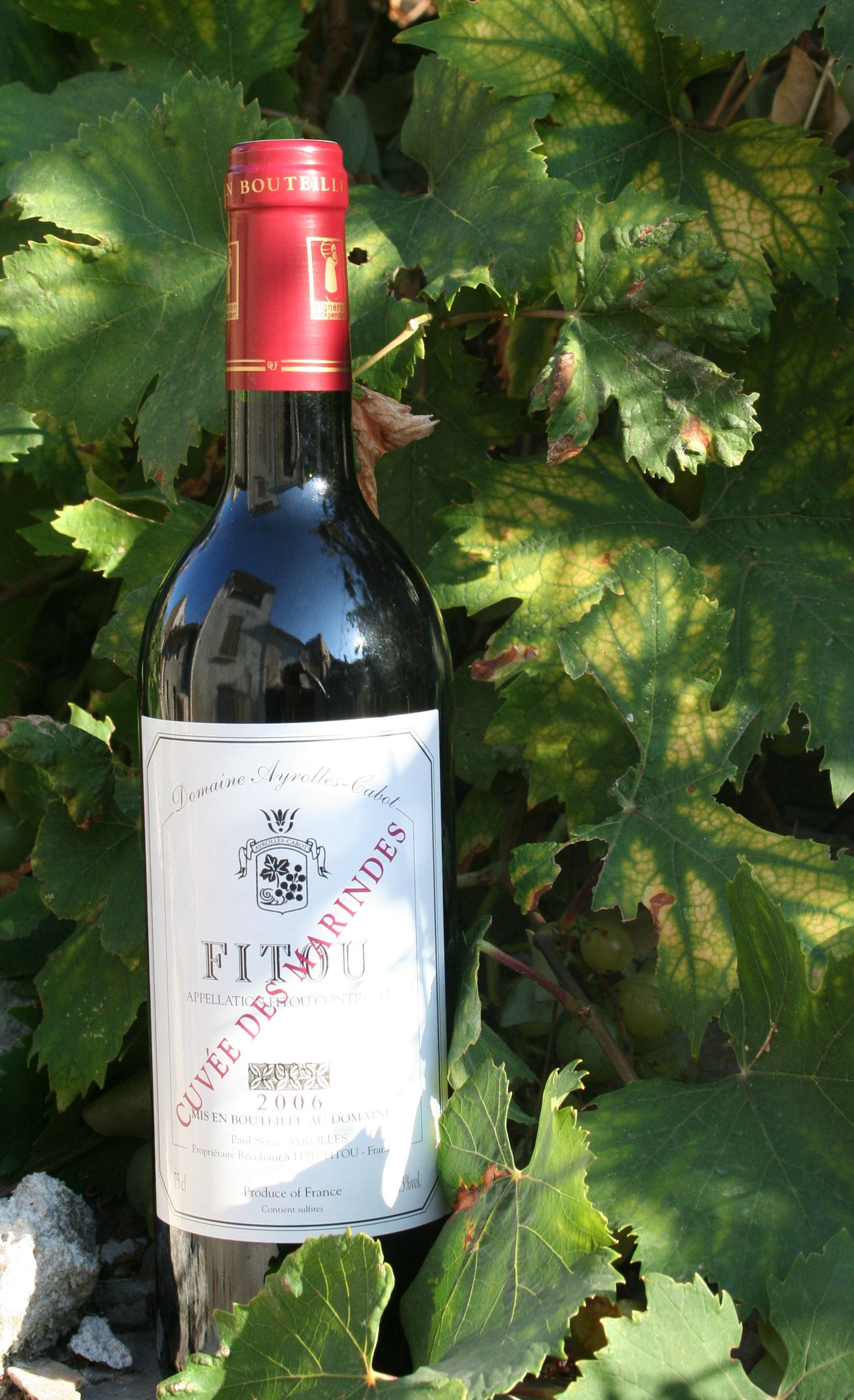
Domaine Ayrolles-Cabot, millésime 2006.
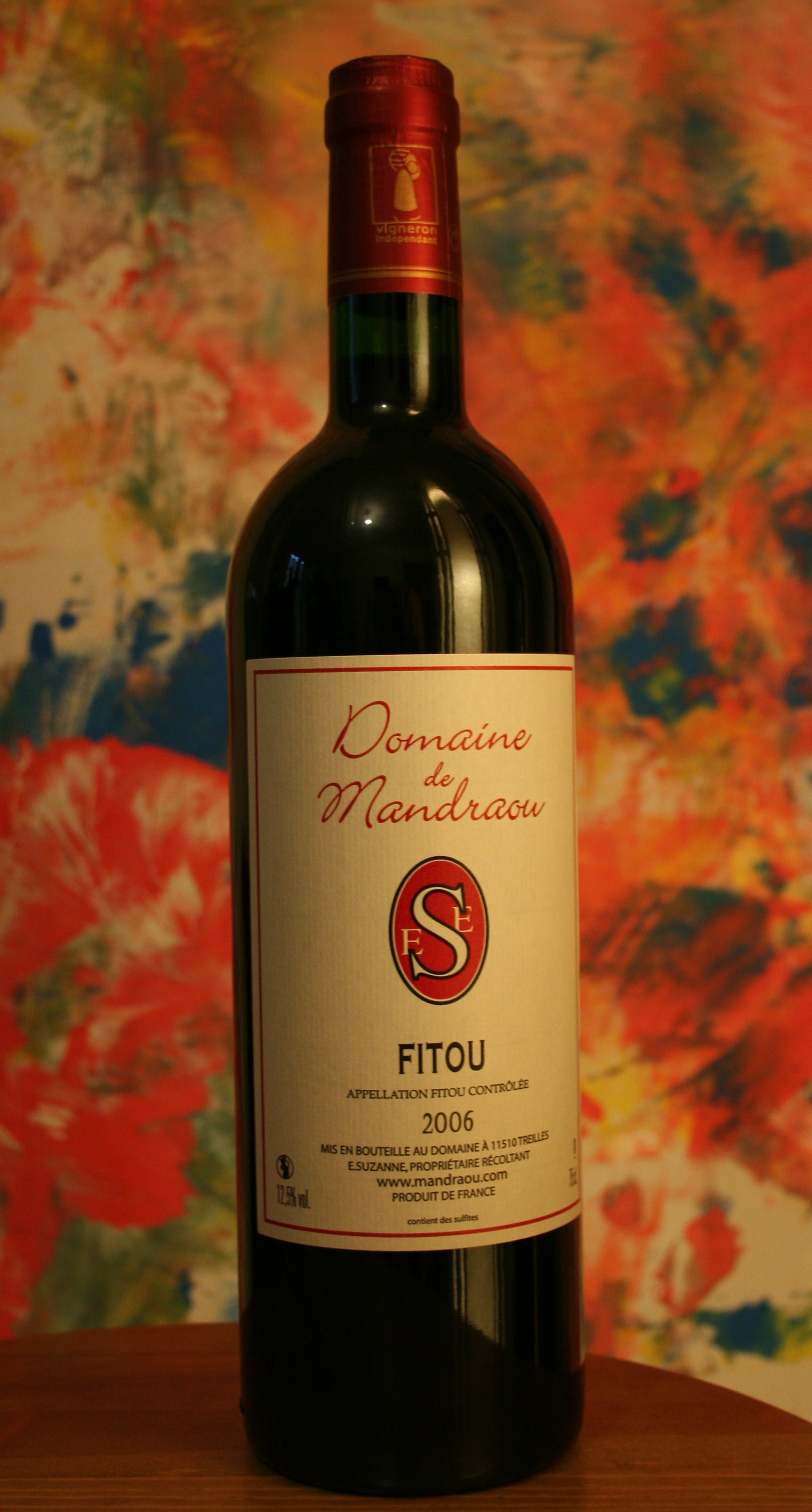
Domaine de Mandraou, millésime 2006.
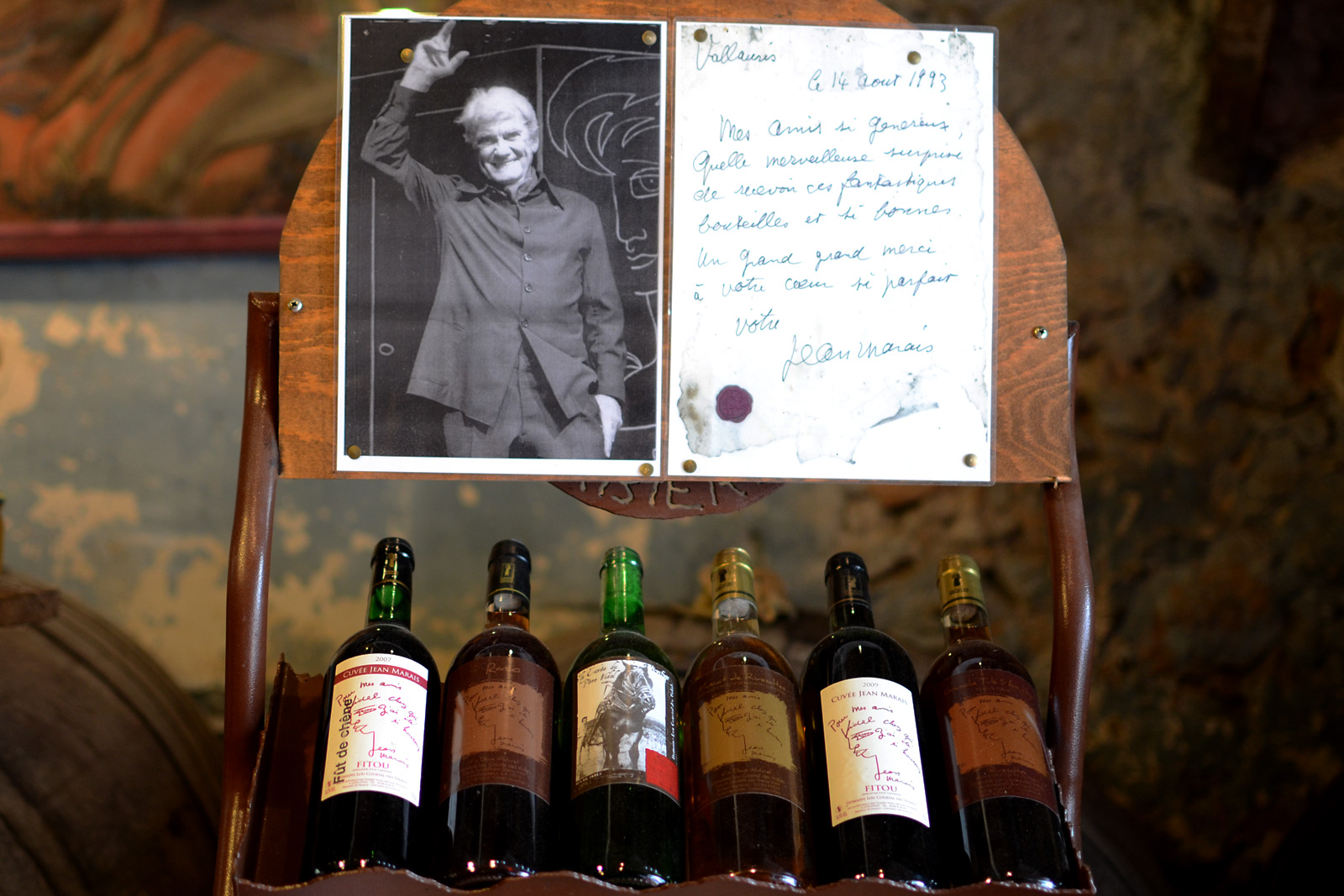
Domaine Lou Courtal des Vidal, Cuvée Jean Marais 2007, 2009.

### Terroir et vins

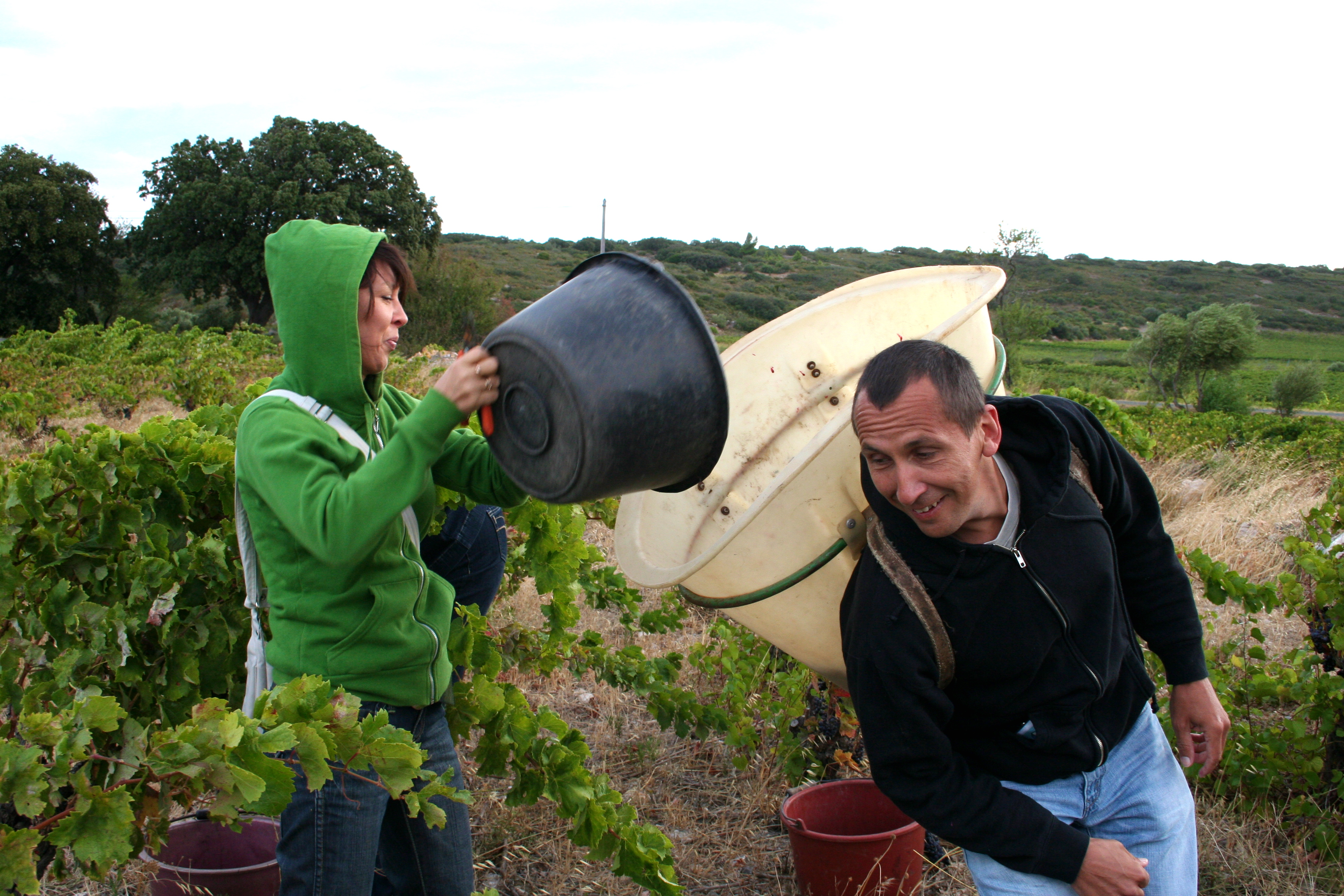
Vendanges à Fitou.

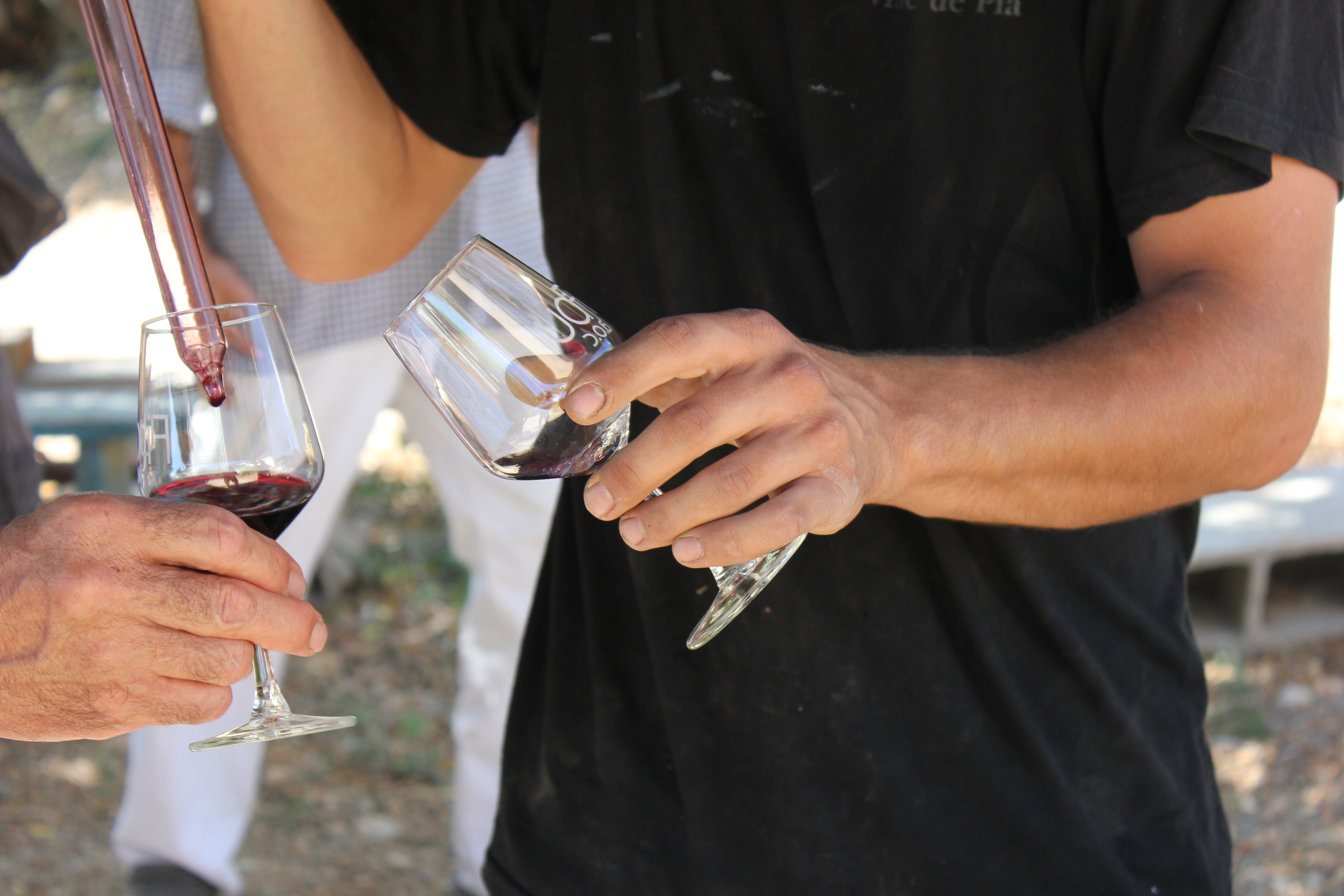
Domaine la Garrigo AOC Fitou bio.

Ce terroir viticole est divisé en deux zones très différenciées, la première en bordure de la Méditerranée avec des sols argilo-calcaires et une forte influence maritime, la seconde au cœur du massif des Corbières où dominent les schistes et un climat plus montagnard. Sur un millésime 1983, âge déjà respectable, issu du Haut-Fitou, Vincent Pousson s'est plu à commenter « Ce beau vin à la robe tuilée déploie un nez de grand liquoreux, sudiste en diable, finement rancio, marqué par des arômes de figue écrasée, de résine, de café fraîchement torréfié et de chocolat noir ; la bouche, toujours onctueuse, achève de prouver tout le potentiel de ce vin magnifiquement et classiquement charpenté par le carignan ». Pour un vin beaucoup plus jeune, un millésime 1998 produit sur le terroir argilo-calcaire du Fitou Maritime, il apprécie « son nez de fleurs et de fruits exotiques qui évolue à l'agitation vers le cuir gras et le ventre de lièvre tandis que sa bouche accrocheuse évoque la tapenade et le chocolat ».
Plus classiquement, en donnant son opinion sur le Cru Fitou, dans son ouvrage Vins, vignes et vignerons. Histoire du vignoble français, paru en 1988, Marcel Lachiver se plait à constater : c'est « un beau vin rubis foncé, puissant et charpenté, d'un prix abordable et qui devrait faire réfléchir les vignerons d'autres régions qui mettent un peu n'importe quoi en bouteilles ».

### Structure des exploitations
La production est assurée par 354 viticulteurs, tandis que la vinification l'est par 40 vinificateurs dont trente-trois caves particulières, six caves coopératives et un négociant.

### Type de vins et gastronomie
Divisé en deux terroirs, le fitou est traditionnellement recommandé sur un cassoulet, une pinhata d'anguilles (fitou maritime) ou sur un civet de sanglier ainsi que sur des escargots du Languedoc ou les bolas de picoulat. Ces vins rouges amples et charnus doivent être servis entre 17 et 19°.

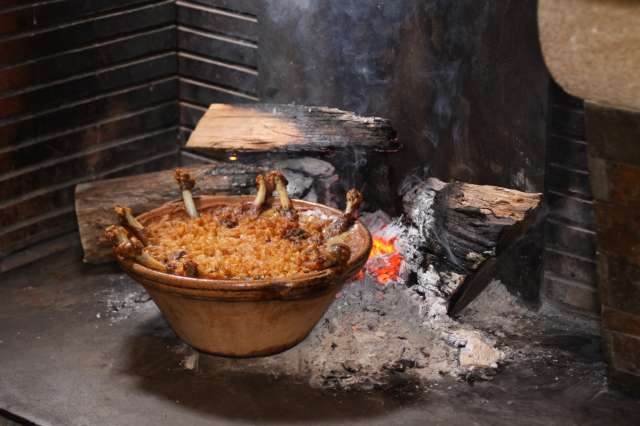
Cassoulet.
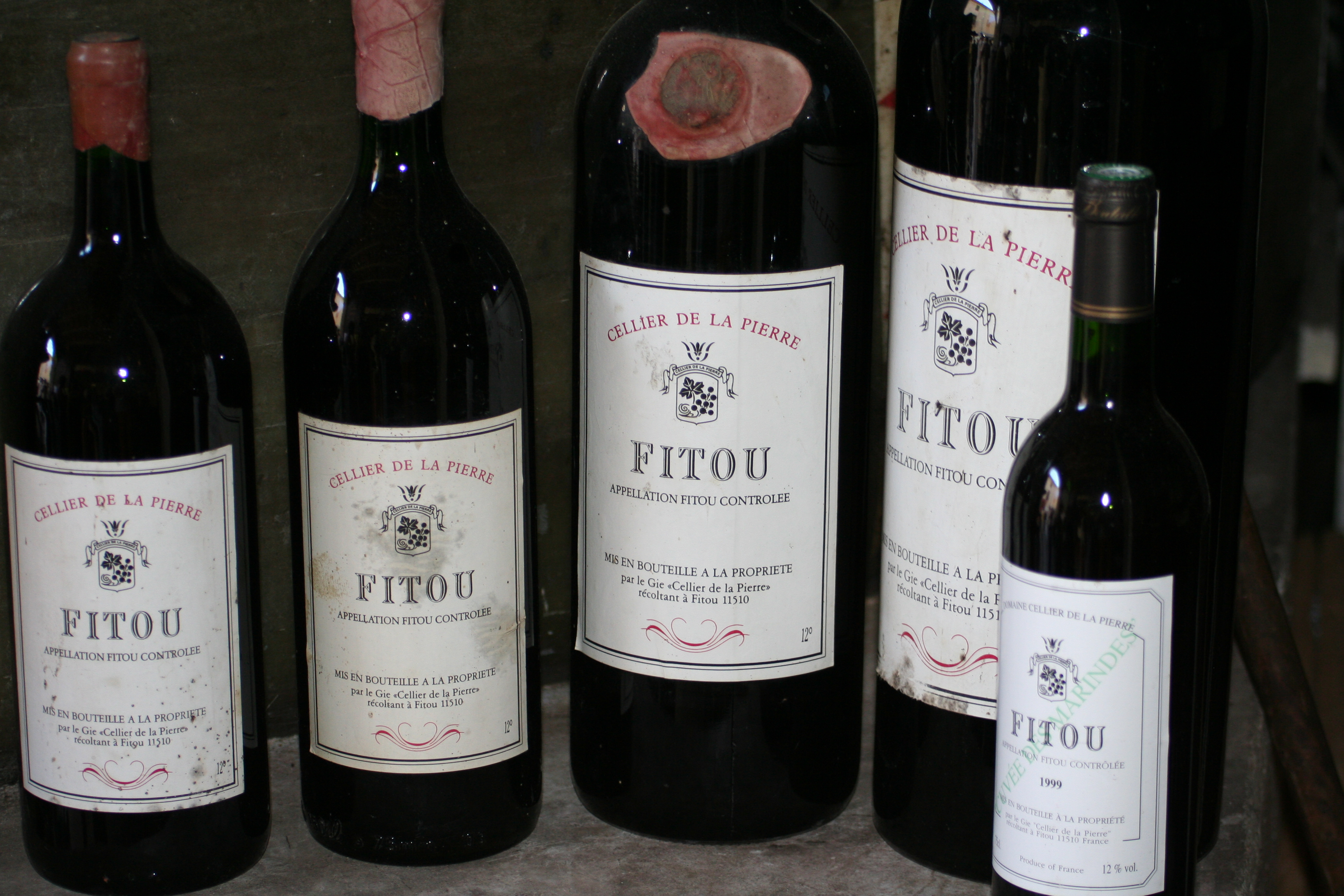
AOC Fitou.
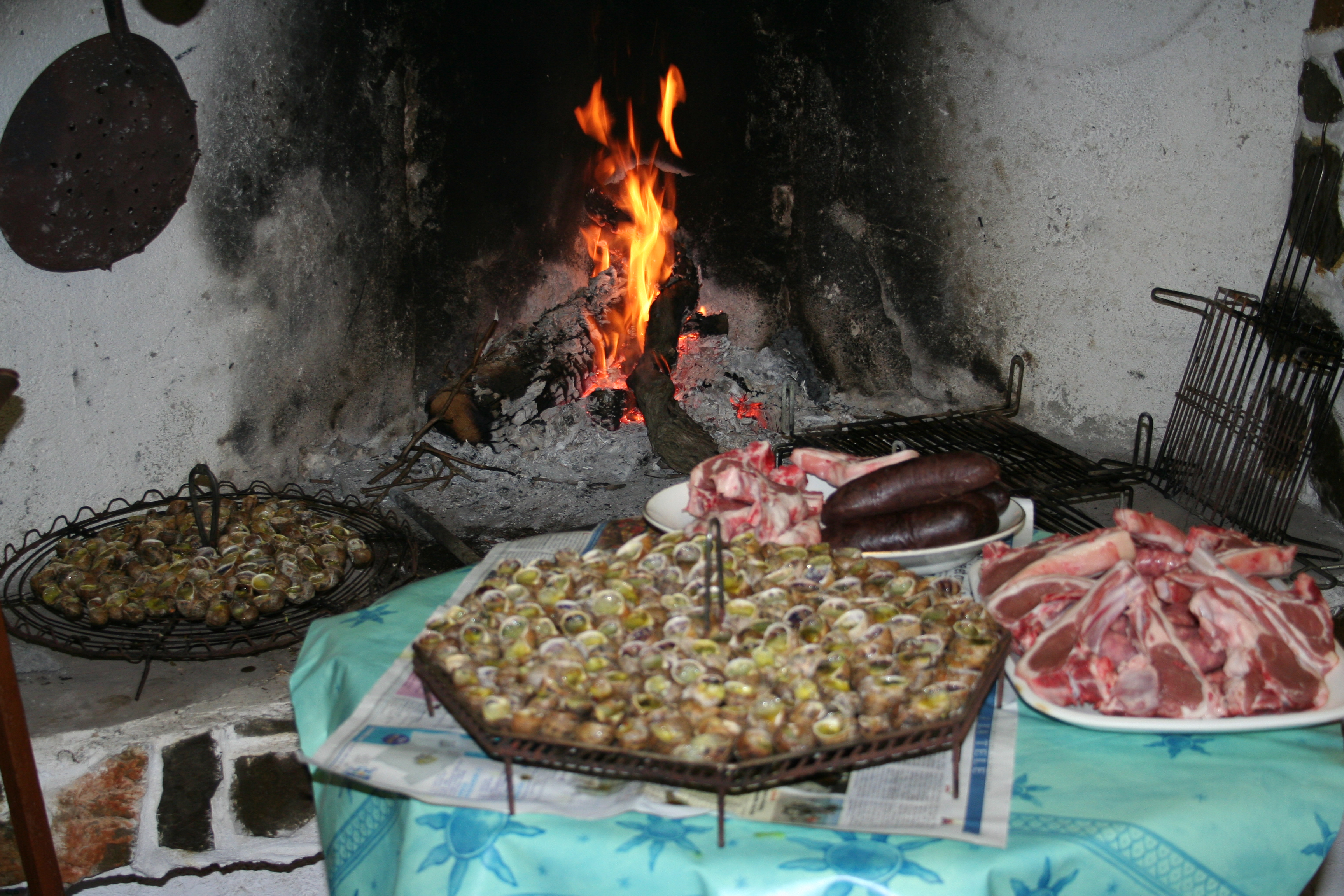
Cargolade.

## Commercialisation
| Les différents secteurs de commercialisation du cru fitou en France | Les différents secteurs de commercialisation du cru fitou en France |
| ------------------------------------------------------------------- | ------------------------------------------------------------------- |
| Catégorie                                                           | % en volume                                                         |
| GMS (grandes et moyennes surfaces)                                  | 50 %                                                                |
| Vente directe (foires et caveaux)                                   | 29 %                                                                |
| CHR (cafés, hôtels, restaurants)                                    | 11 %                                                                |
| Grossistes et négociants                                            | 8 %                                                                 |
| VPC (vente par correspondance)                                      | 2 %                                                                 |

Pour l'année 1997, il s'est exporté quelque 42 600 hectolitres de fitou, ce qui représente environ 5 325 000 bouteilles.
Pour l'exportation les principaux pays sont :
| Pays        | Volume (hl) 1997 |
| Royaume-Uni | 27 996           |
| Belgique    | 7 380            |
| Allemagne   | 1 724            |
| Suède       | 1 567            |
| Danemark    | 1 072            |
| Pays-Bas    | 985              |
| Japon       | 570              |
| Suisse      | 390              |
| Canada      | 342              |
| Autres pays | 523              |

## Promotion

### La Mesnie des Chevaliers du Fitou
Cette confrérie bachique a pris comme devise : Omnia fecit Deus, Fitou homines, ce qui se traduit par « Dieu fit tout, l'homme, le Fitou ». Pour les intronisations ont lieu au cours d'une cérémonie solennelle qui se déroule selon un rite immuable, les chevaliers sont vêtus de la Faluche rouge et d'une robe de velours lie-de-vin. Ils ont admis en leurs rangs Hubert Auriol, Pierre Bachelet, David Douillet, Jean Ferrat, Charlélie Couture, Herbert Léonard, Gérard Lenorman, Claude Nougaro, Jérôme Savary, Vincent Ferniot, Claude Bolling et Jorge Sampaio.

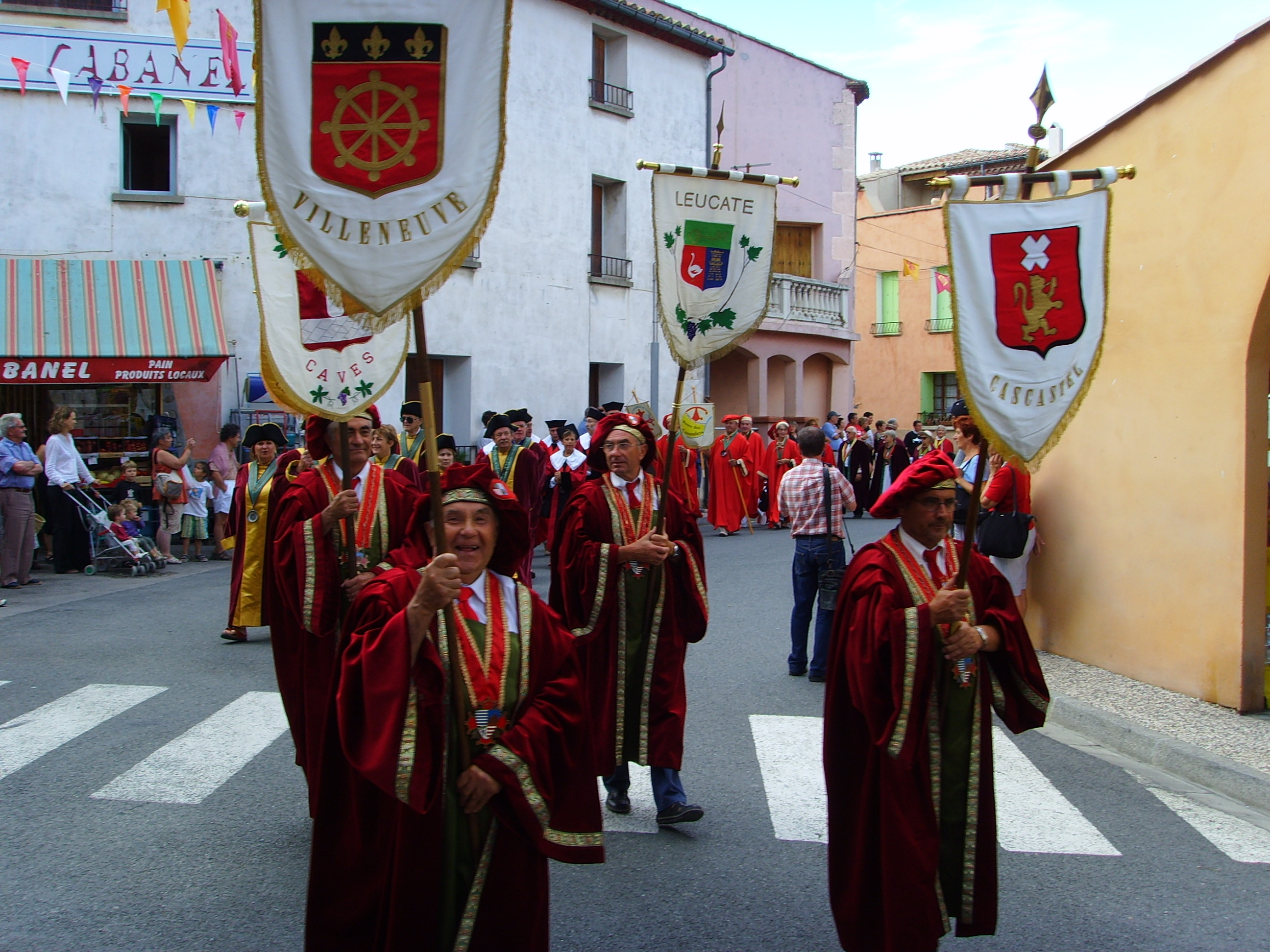
Défilé de la Mesnie des Chevaliers du Fitou à la Fête d'Été de Paziols.
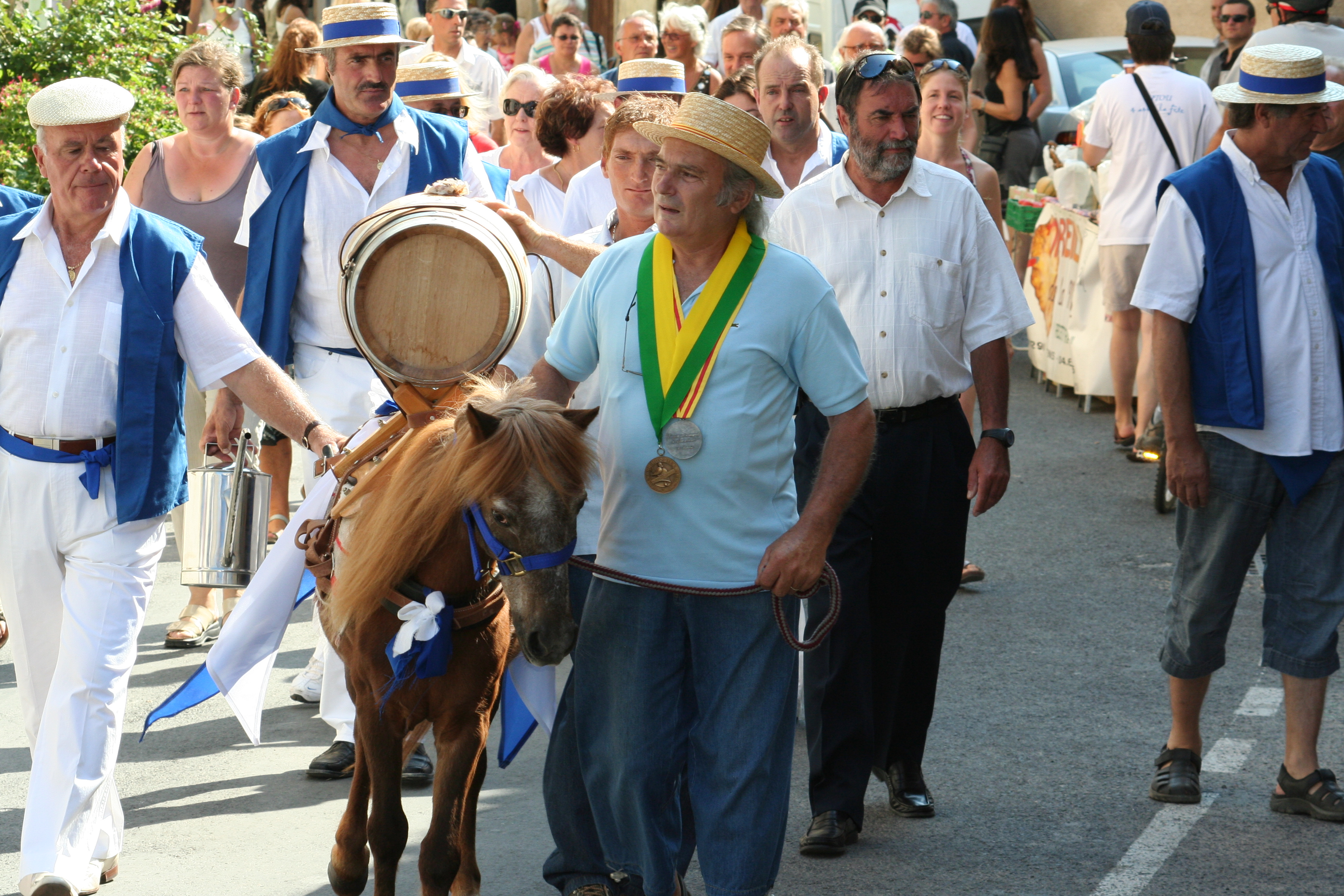
Fête vigneronne à Fitou, le 5 août 2008.

### La fête vigneronne d'été

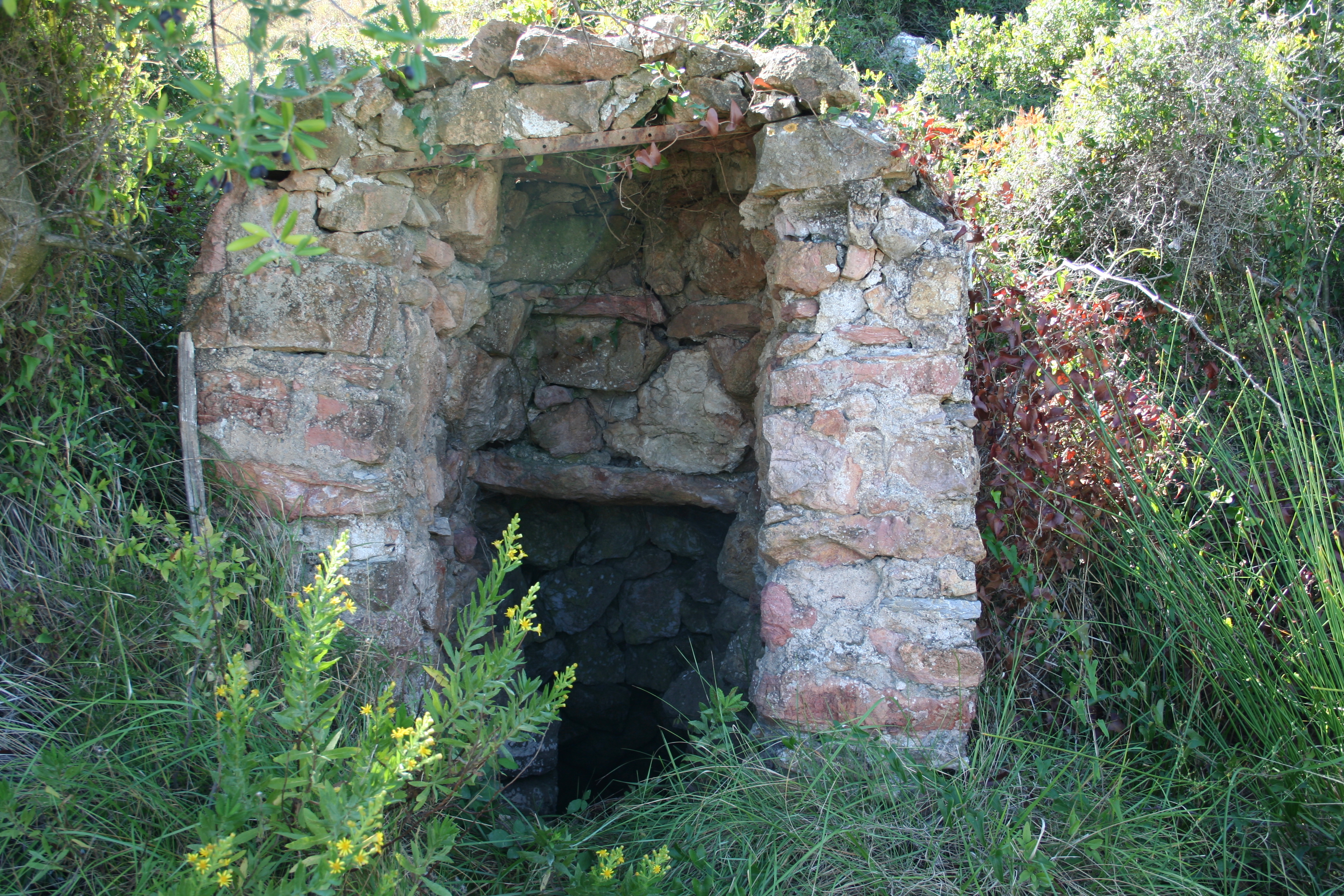
Capitelle de Caves.

Cette fête tournante des vins, ouverte aux touristes et estivants, se déroule depuis août 1993 alternativement dans chaque village du Cru Fitou. Le but de ces festivités est à la fois de faire connaître et déguster le vin de l'AOC mais aussi les autres produits du terroir languedocien et sa gastronomie. La journée est animée par le défilé des fanfares locales et des confréries bachiques.

### Fitou, leRoad movie
Fitou, le Road movie est le nom de la route des vins mise en place à travers le vignoble de l'appellation. Elle mène « de la falaise des pirates de Leucate à la fontaine de Pégugnan de Paziols, des remparts de Treilles aux jardins suspendus de Tuchan, du Paret antique de Fitou au mystérieux géosynclinal de Cascastel, en passant par la capitelle de Caves ». Cet itinéraire, inauguré en 2008, s'est inscrit dans le cadre du 60e anniversaire de l'appellation Fitou.